# 포스터

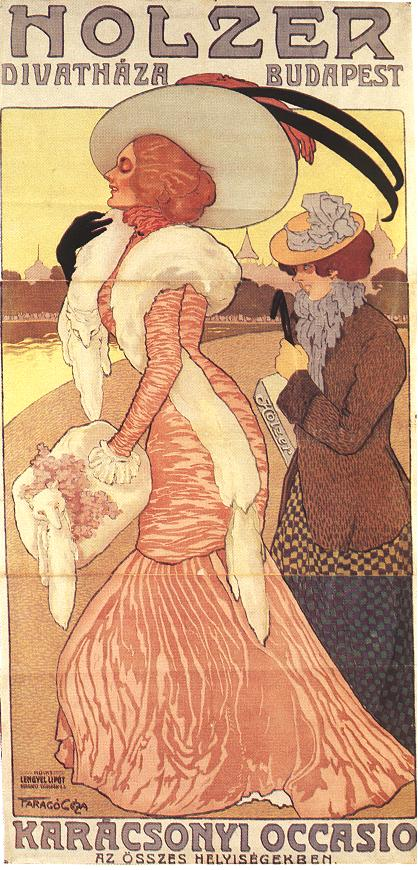
홀저 패션 스토어 포스터, 1902

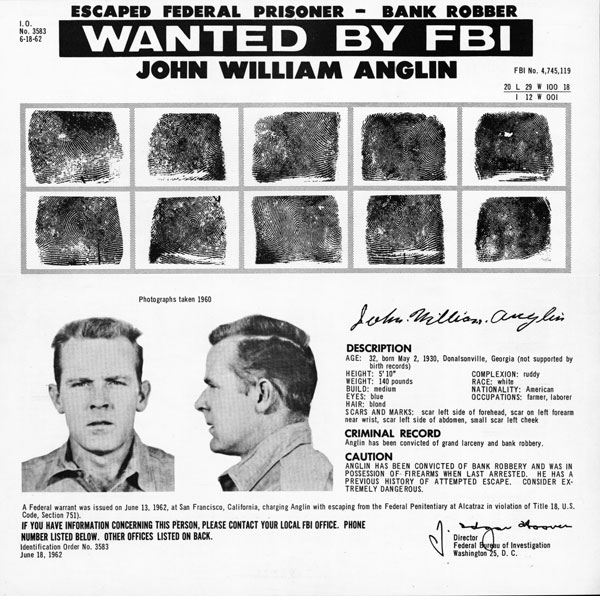
경찰은 때때로 범죄자에 대해 대중에게 알리기 위해 포스터를 붙일 수 있다.

포스터(poster) 혹은 전단(傳單)은 무언가를 홍보하기 위해 공공 장소에 붙이거나 벽에 장식용으로 붙이는 큰 종이이다. 일반적으로 포스터에는 텍스트 및 그래픽 요소가 모두 포함되지만, 포스터는 전적으로 그래픽이거나 전적으로 텍스트일 수도 있다. 포스터는 눈길을 끌면서도 정보를 제공하도록 설계된다. 포스터는 여러 목적으로 사용될 수 있다. 포스터는 광고주(특히 행사, 음악가 및 영화), 선전가, 항의 시위자 및 메시지를 전달하려는 다른 그룹의 빈번한 도구이다. 포스터는 또한 예술 작품, 특히 유명한 작품의 복제품에도 사용되며 일반적으로 원본 예술 작품에 비해 저렴하다. 그러나 우리가 아는 현대 포스터는 1840년대와 1850년대로 거슬러 올라가는데, 이때 인쇄 산업이 컬러 석판 인쇄를 완성하고 대량생산을 가능하게 만들었다.

## 역사

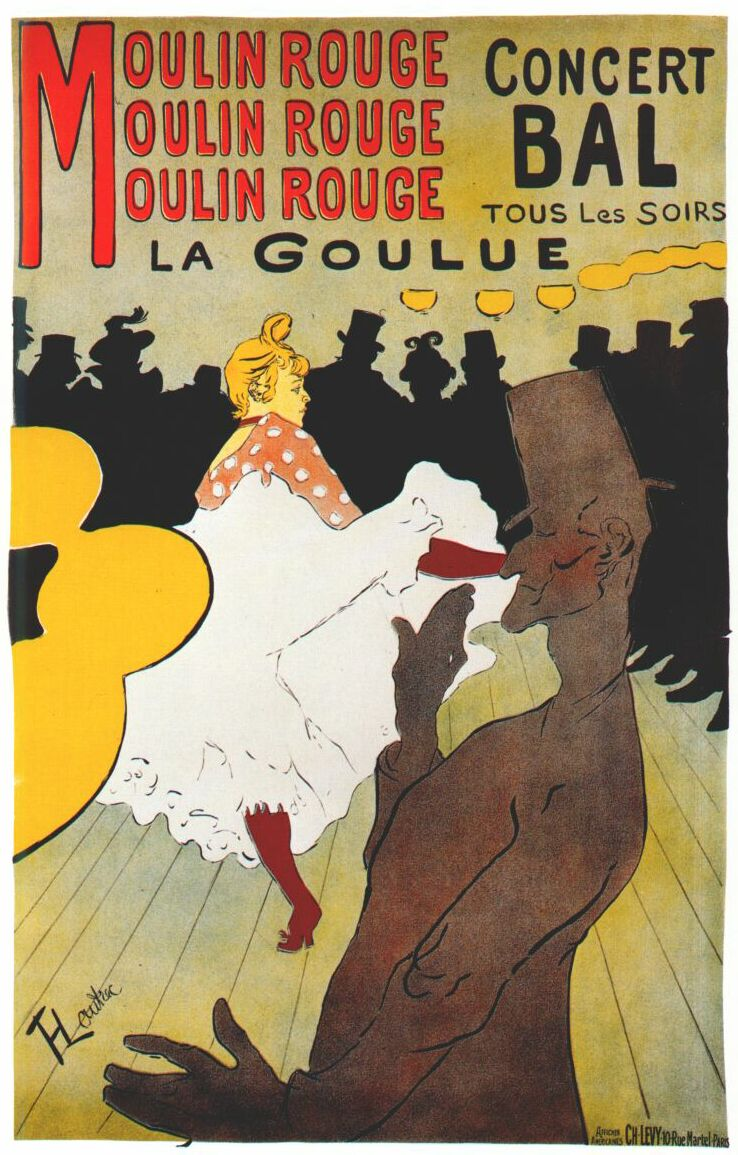

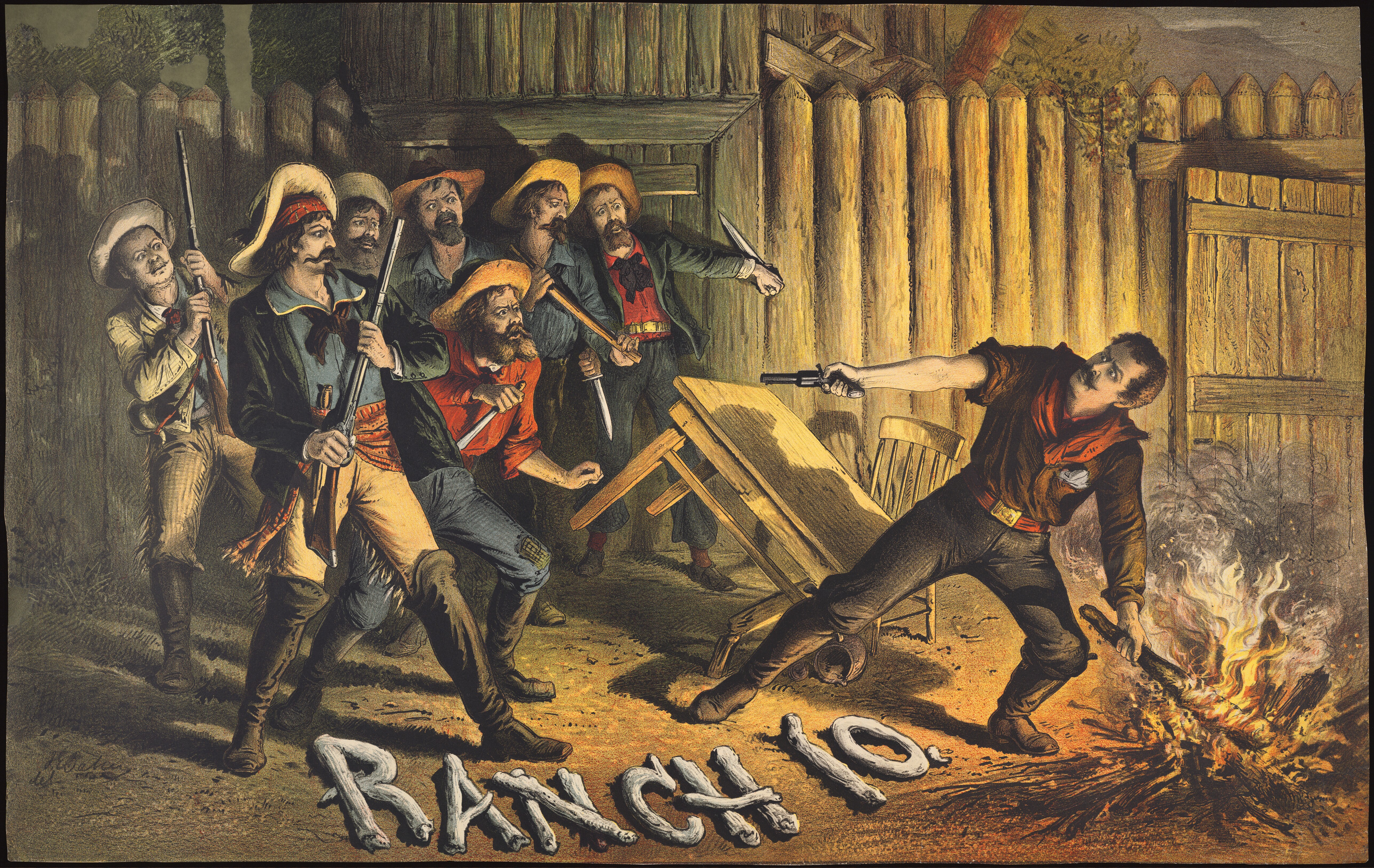
1882년 8월 뉴욕에서 막을 올린 해리 메러디스의 서부 테마 연극 랜치 10의 석판화 포스터

### 소개
프랑스 역사가 막스 갈로에 따르면, "200년이 넘는 시간 동안 포스터는 전 세계 공공 장소에 전시되어 왔다. 시각적으로 눈에 띄게 제작되어 행인의 시선을 사로잡고, 정치적 견해를 알리거나, 특정 행사에 참여하도록 유도하거나, 특정 제품이나 서비스를 구매하도록 권장하는 역할을 해왔다." 그러나 우리가 아는 현대 포스터는 19세기 중반에 여러 개의 독립적이지만 관련된 변화가 일어났을 때로 거슬러 올라간다. 첫째, 인쇄 산업은 컬러 석판 인쇄를 완성하여 크고 저렴한 이미지의 대량생산을 가능하게 했다. 둘째, 프랑스와 같은 국가에서 공공 장소에 대한 정부 검열이 해제되었다. 마지막으로 광고주들은 도시 지역의 증가하는 인구에게 대량 생산된 소비재를 판매하기 시작했다.
"불과 100여 년 만에" 포스터 전문가 존 바니코트(John Barnicoat)는 "포스터는 툴루즈-로트레크와 무하와 같은 화가부터 극장 및 상업 디자이너에 이르기까지 모든 수준의 예술가들을 끌어들이는 중요한 예술 형태로 인정받게 되었다"고 썼다. 이들의 스타일은 아르누보, 상징주의, 입체주의, 아르데코부터 더욱 형식적인 바우하우스와 종종 비논리적인 1960년대의 히피 포스터에 이르기까지 다양하다.

### 대량생산

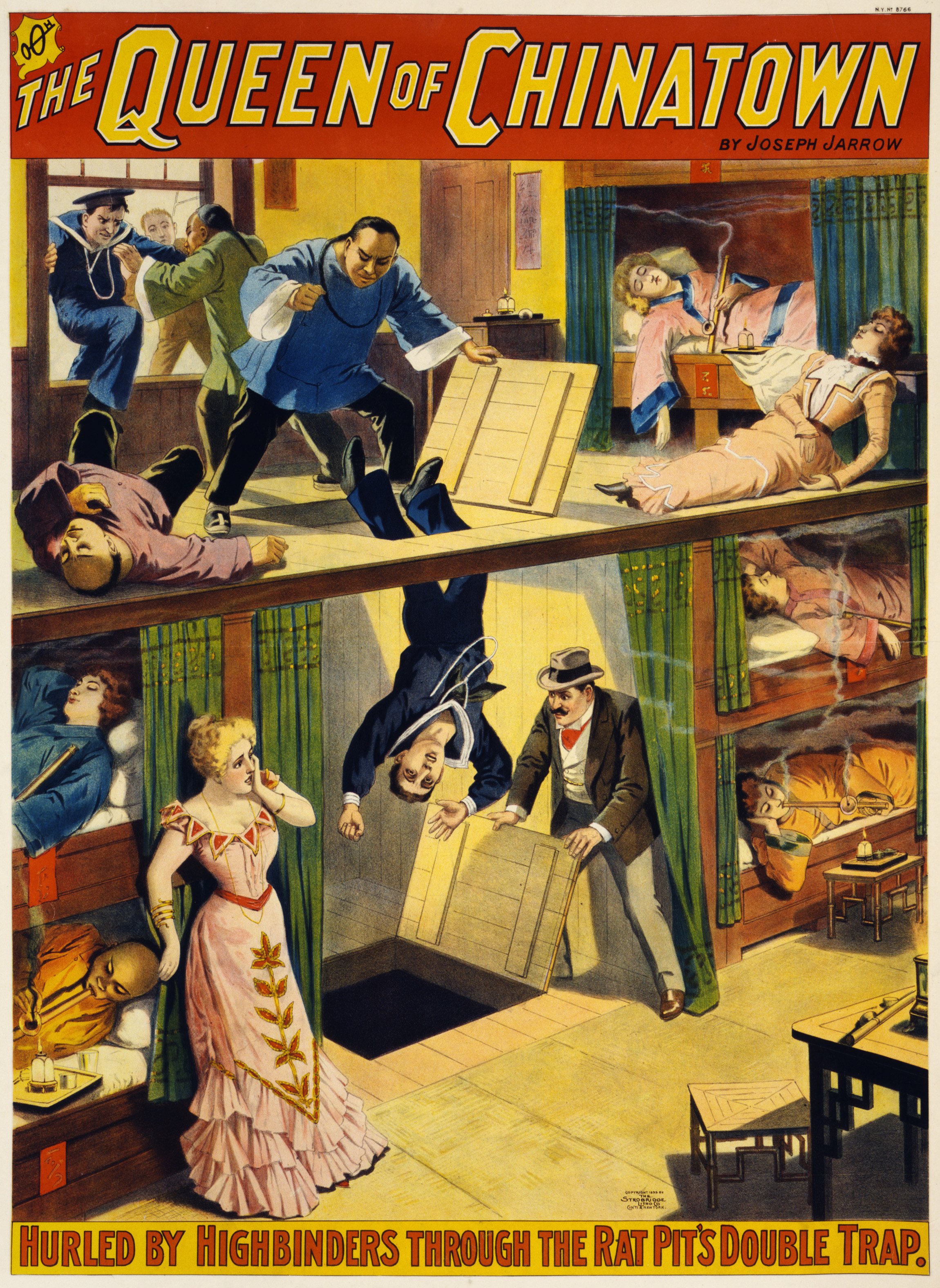
조지프 재로우의 브로드웨이 포스터, 1899년, 차이나타운의 여왕

게시판 및 게시물 형태의 포스터는 초기부터 주로 광고 및 공고 목적으로 사용되었다. 순수 텍스트 포스터는 오랜 역사를 가지고 있다. 이들은 윌리엄 셰익스피어의 연극을 광고하고 수세기 동안 시민들에게 정부 선언을 알렸다. 그러나 포스터의 큰 혁명은 저렴한 대량 생산 및 인쇄를 가능하게 한 인쇄 기술의 발전이었으며, 특히 1796년 독일의 알로이스 제네펠더가 발명한 석판 인쇄 기술이 두드러진다. 석판 인쇄의 발명에 이어 곧 다색 석판이 발명되어 생생한 색상으로 일러스트된 포스터의 대량 인쇄가 가능해졌다.

### 발전하는 예술 형태
1890년대에 이 기술은 유럽 전역으로 퍼졌다. 이 시기에는 앙리 드 툴루즈로트레크, 쥘 셰레, 외젠 그라세, 아돌프 빌레트, 피에르 보나르, 루이 앙케탱, 형제인 레옹과 알프레드 슈브락, 조르주 드 푀르, 앙리-가브리엘 이벨스를 비롯한 여러 저명한 프랑스 예술가들이 포스터 예술을 창조했다. 셰레는 광고 포스터의 "아버지"로 여겨진다. 그는 연필 화가이자 무대 장식가였으며, 1866년에 파리에 작은 석판 인쇄 사무실을 설립했다. 그는 눈에 띄는 인물, 대비, 밝은 색상을 사용하여 주로 전시회, 극장 및 제품을 위한 1000개 이상의 광고를 만들었다. 이 산업은 곧 자신을 부양할 수입원을 필요로 하는 많은 유망한 화가들의 관심을 끌었다.
셰레는 광고주의 요구에 더 잘 맞는 새로운 석판 인쇄 기술을 개발했다. 그는 더 많은 색상을 추가했으며, 혁신적인 타이포그래피와 함께 포스터를 훨씬 더 표현력 있게 만들었다. 셰레는 광고에 성적인 요소를 도입했거나, 적어도 여성 이미지를 광고 전략으로 활용했다고 한다. 이전에 툴루즈-로트레크가 그린 것과는 대조적으로, 셰레의 웃고 도발적인 여성 인물들(종종 "셰레트"라고 불림)은 광고에 봉사하는 예술이라는 새로운 개념을 의미했다.
포스터는 곧 파리의 큰길들을 변모시켰고, 거리를 당시 한 사람이 "가난한 사람들의 그림 갤러리"라고 불렀던 곳으로 만들었다. 그들의 상업적 성공은 일부 순수 예술가들이 진지하게 포스터 디자인을 시작할 정도였다. 알폰스 무하와 같은 일부 예술가들은 수요가 많았고, 극장 스타들은 다가오는 공연의 포스터를 직접 마음에 드는 예술가를 선정하여 제작했다. 포스터 예술의 인기는 1884년에 파리에서 대규모 전시회가 열릴 정도였다.

### 황금기

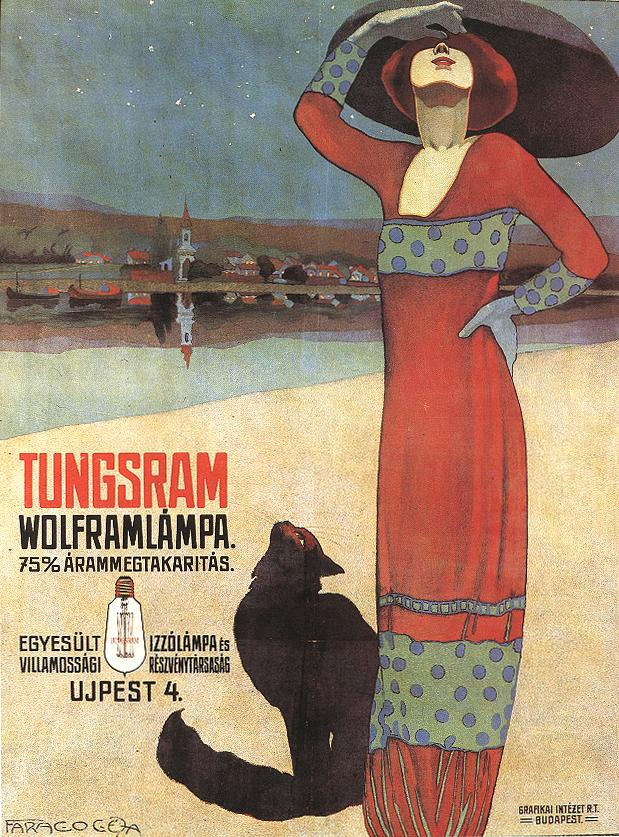
퉁스람 필라멘트에 대한 포스터, 헝가리 c.1910

1890년대에 포스터 예술은 유럽의 다른 지역에서도 자전거부터 투우에 이르기까지 모든 것을 광고하며 널리 사용되었다. 19세기 말, 벨 에포크 시대 동안 포스터의 예술적 위상은 더욱 높아졌다. 1895년에서 1900년 사이에 쥘 셰레는 상업적으로 성공했을 뿐만 아니라 이제 중요한 역사적 출판물로 인정받는 마스터스 오브 디 아피체 시리즈("포스터의 대가들")를 제작했다.
외젠 그라세와 알폰스 무하도 이 세대의 영향력 있는 포스터 디자이너였으며, 그들의 아르누보 스타일과 특히 여성들의 양식화된 인물로 유명했다. 광고 포스터는 현대 시대의 특별한 종류의 그래픽 아트가 되었다. 포스터 예술가인 테오필 스타인렌, 알베르 기욤, 레오네토 카피엘로, 앙리 티리에 등은 그 시대의 중요한 인물들이 되었으며, 그들의 예술 형식은 광고뿐만 아니라 사회적, 정치적 논평을 위해 잡지로도 옮겨졌다. 실제로 디자인 역사가 엘리자베스 거피는 "크고 다채로운 포스터들이 공공 거리, 시장, 광장의 공간을 장악하기 시작하면서, 그 형식 자체는 빅토리아 시대의 전단지에는 결코 주어지지 않았던 시민적 존경을 얻게 되었다"고 지적한다.

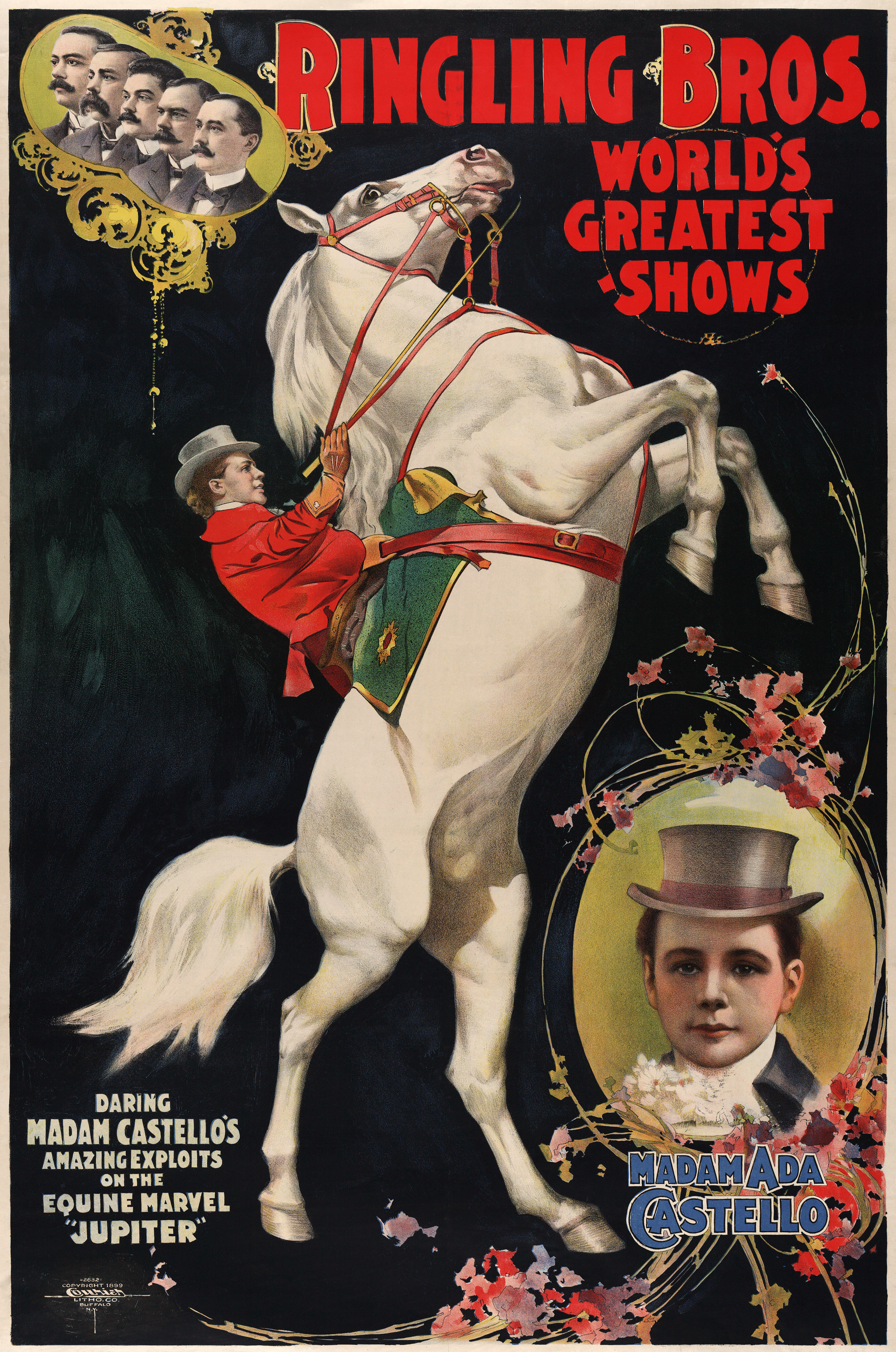
마담 아다 카스텔로와 그녀의 말 주피터를 특징으로 하는 링글링 브라더스 포스터(약 1899)

미국에서는 포스터가 약간 다른 진화를 겪었다. 1850년대에 이동 서커스의 출현은 마을에 축제가 온다는 것을 시민들에게 알리기 위한 다채로운 포스터를 가져왔다. 이 포스터 중 많은 것들이 아름답게 인쇄되었지만, 초기의 것들은 대량 생산된 목판화였다. 그 기술뿐만 아니라 그들의 주제, 혼잡한 스타일, 밝은 색상은 종종 동시대 비평가들에 의해 조롱당했다. 크로모-리소그래피가 유럽 포스터를 재편하기 시작하면서 미국 예술가들은 그 매체를 더 진지하게 받아들이기 시작했다. 실제로 에드워드 펜필드와 윌 브래들리와 같은 디자이너들의 작품은 미국뿐만 아니라 유럽에서도 관객을 확보했다.

## 쇠퇴와 부활
새로운 광고 방식에 도전받으면서, 소통 도구로서의 포스터는 제1차 세계 대전 이후 쇠퇴하기 시작했다. 시민 단체들은 오랫동안 포스터가 공공 장소를 추하게 만든다고 주장하며 포스터를 공격해 왔다. 그러나 포스터에 대한 진정한 위협은 새로운 형태의 광고에서 비롯되었다. 대중 잡지, 라디오, 그리고 나중에는 텔레비전, 그리고 옥외 광고판까지 모두 광고주의 마케팅 예산을 잠식했다. 포스터는 계속해서 제품을 만들고 광고했지만, 더 이상 주요 광고 형태로 간주되지 않았다. 점점 더 포스터의 목적은 정치적 및 장식적 용도로 전환되었다.
실제로 1960년대 중반에 이르러 포스터는 더 광범위한 반문화적 변화의 일부로 부활했다. 1968년까지 현대 포스터의 부활은 "일시적인 유행과 대중적 히스테리 사이의 중간"으로 묘사되었다. 때로는 "제2의 황금기" 또는 "포스터마니아"라고 불리기도 하는 이 인기 부활은 포스터가 대중 시위나 광고만큼이나 장식과 자기 표현으로 사용되는 것을 보았다.

## 상업적 용도

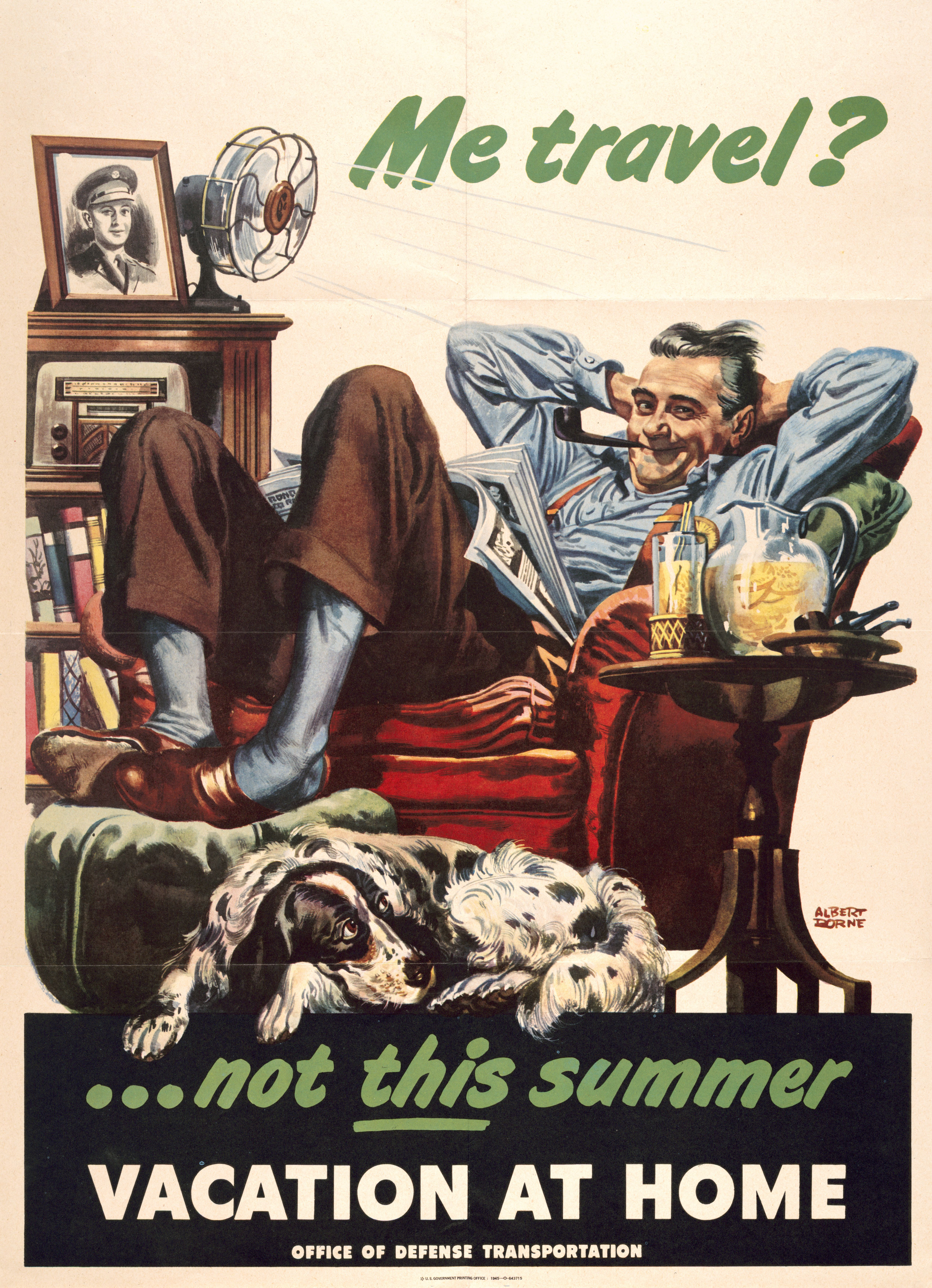
전시 정보국, 특수 서비스국, 1943년

1890년대에 포스터 예술은 유럽의 다른 지역에서도 자전거에서 투우에 이르기까지 모든 것을 광고하며 널리 사용되었다. 많은 포스터가 뛰어난 예술적 가치를 가지고 있었다. 여기에는 소비재 및 엔터테인먼트를 광고하는 포스터뿐만 아니라 세계 박람회 및 식민 전시회와 같은 행사도 포함된다.

### 정치적 용도
정치적 목적으로 삽화 포스터가 처음으로 널리 사용된 것은 제1차 세계 대전 중이었다. 전쟁 채권 캠페인과 모병 포스터가 곧 상업 광고를 대체했다. 전쟁 전 몇 년 동안 단순한 자하플라카트(Sachplakat) 스타일을 개척했던 독일의 그래픽 디자이너들은 자신들의 재능을 전쟁 노력에 활용했다. 연합군을 위해 일하는 예술가들도 전시 중에 자신들의 예술을 적용했다.
제2차 세계 대전 동안 많은 포스터가 미국 정부에 의해 배포되었고 종종 우체국에 전시되었다. 많은 포스터는 휘발유 및 식량과 같은 보급품의 배급에 대한 합리적인 이유를 제공하기 위해 고안되었다.
1960년대는 서구 전역에서 팝아트와 시위 운동이 부상했던 시기였고, 둘 다 포스터를 많이 활용하여 이 시기 포스터의 재활성화에 기여했다. 아마도 가장 널리 찬사를 받은 포스터는 1968년 5월 이른바 "사건" 동안 프랑스 학생들이 제작한 것들이었을 것이다. 1968년 파리 학생 폭동 당시와 그 이후로 짐 피츠패트릭의 양식화된 마르크스주의 혁명가 체 게바라 포스터(영웅적 게릴라 사진을 기반으로 함) 또한 청년 반항의 흔한 상징이 되었다.
9·11 테러 이후, 미국 전역의 공립학교들은 "In God We Trust" 액자 포스터를 "도서관, 식당, 교실"에 걸었다. 미국 가족 협회는 여러 11x14인치 포스터를 학교 시스템에 공급했다.

## 인쇄
포스터를 제작하는 데에는 다양한 인쇄 기술이 사용된다. 대부분의 포스터는 대량 생산되지만, 손으로 인쇄하거나 한정판으로 인쇄할 수도 있다. 대부분의 포스터는 한 면에 인쇄되고 뒷면은 비어 있는데, 이는 벽이나 다른 표면에 부착하기에 더 좋다. 핀업 크기의 포스터는 일반적으로 A3 표준 실크 용지에 풀 컬러로 인쇄된다. 구매 시 대부분의 상업용 포스터는 손상 없이 운반할 수 있도록 원통형 튜브에 말아서 제공되는 경우가 많다. 말린 포스터는 원래 형태로 되돌리기 위해 몇 시간 동안 압력 아래에서 평평하게 만들 수 있다.
표준 가정용 또는 사무실용 프린터로 대형 포스터를 인쇄하는 포스터 제작 소프트웨어를 사용하는 것도 가능하다.

## 수집
미술 수집가와 유사하게 희귀하거나 빈티지 포스터를 수집하는 커뮤니티가 존재한다. 인기 있는 카테고리에는 벨 에포크, 영화, 전쟁 및 선전, 여행이 포함된다. 저렴한 비용으로 인해 위조 포스터의 수는 다른 매체에 비해 상대적으로 적다. 국제 빈티지 포스터 딜러 협회(IVPDA)는 신뢰할 수 있는 포스터 딜러 목록을 유지한다. 수집 가치가 있는 포스터 아티스트로는 쥘 셰레, 앙리 드 툴루즈로트레크, 알폰스 무하, 테오필 스타인렌 등이 있다.

## 유형
많은 포스터, 특히 초기 포스터는 제품 광고에 사용되었다. 포스터는 계속해서 이 목적으로 사용되며, 영화, 음악(콘서트와 음반 모두), 만화책, 여행 목적지를 광고하는 포스터가 특히 주목할 만한 예이다.

### 선전 및 정치

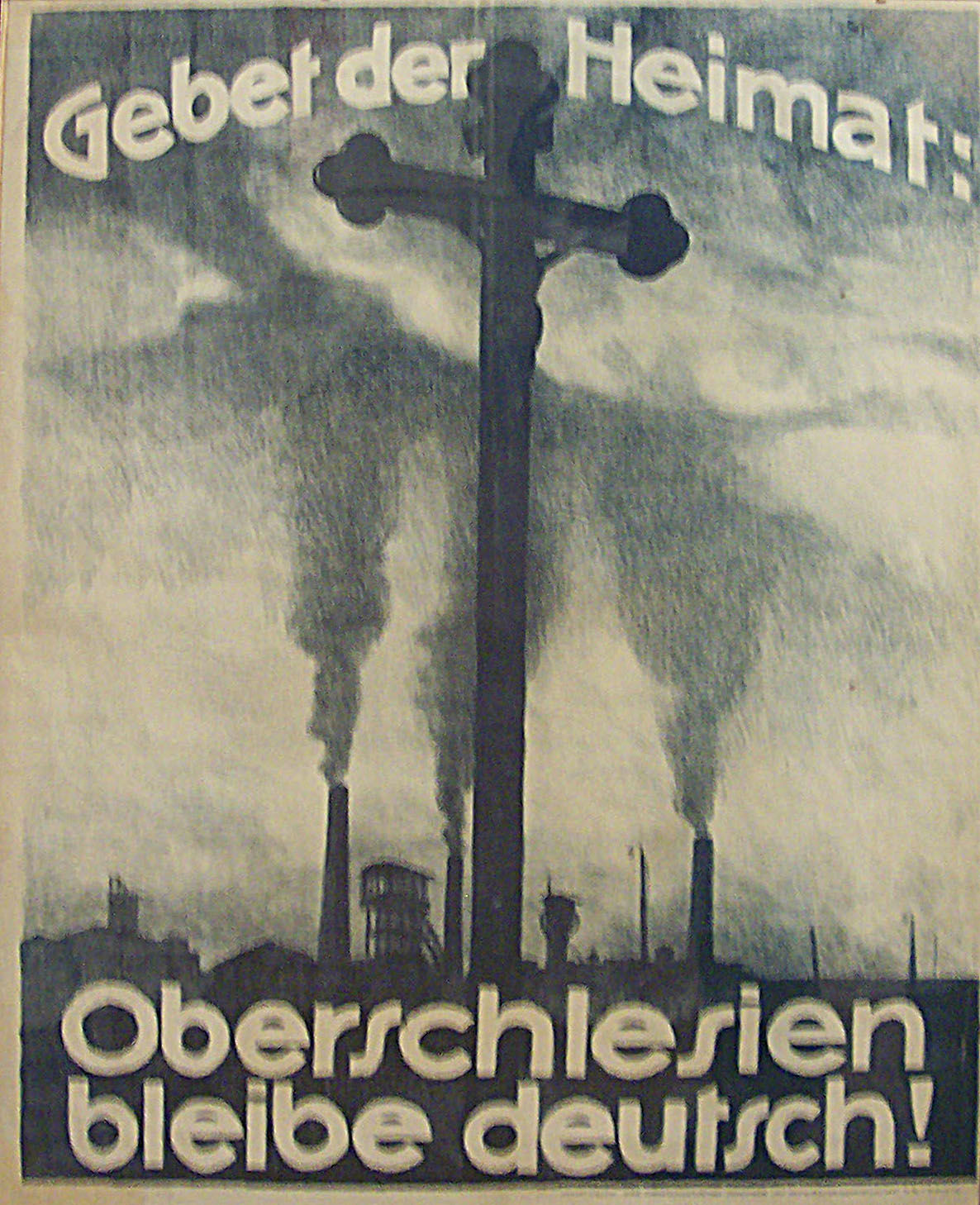
독일 선전 포스터, 바이마르 공화국, 1921년

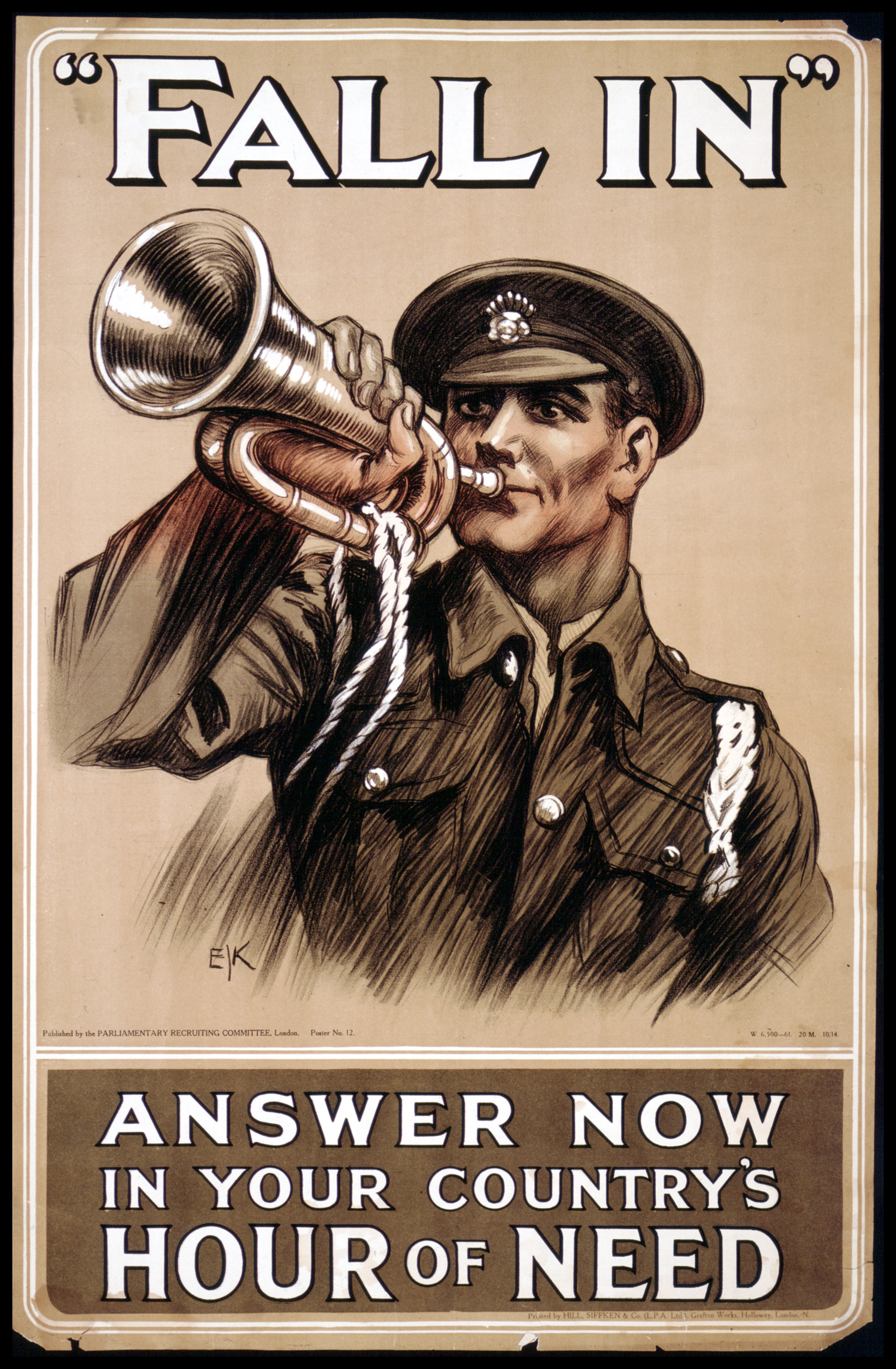
"Fall In" 전쟁 포스터 [1914년과 1918년 사이] 온타리오 아카이브 포스터 컬렉션에서 제작.

제1차 세계 대전과 제2차 세계 대전 동안 모병 포스터는 매우 흔해졌고, 그 중 많은 것들이 국가적 의식 속에 남아 있다. 예를 들어 영국의 "키치너 모병 포스터", 미국의 "엉클 샘은 당신을 원한다" 포스터, 또는 외국 스파이에 대해 경고하는 "느슨한 입술은 배를 침몰시킨다" 포스터 등이 있다. 캐나다에서도 널리 퍼졌다.

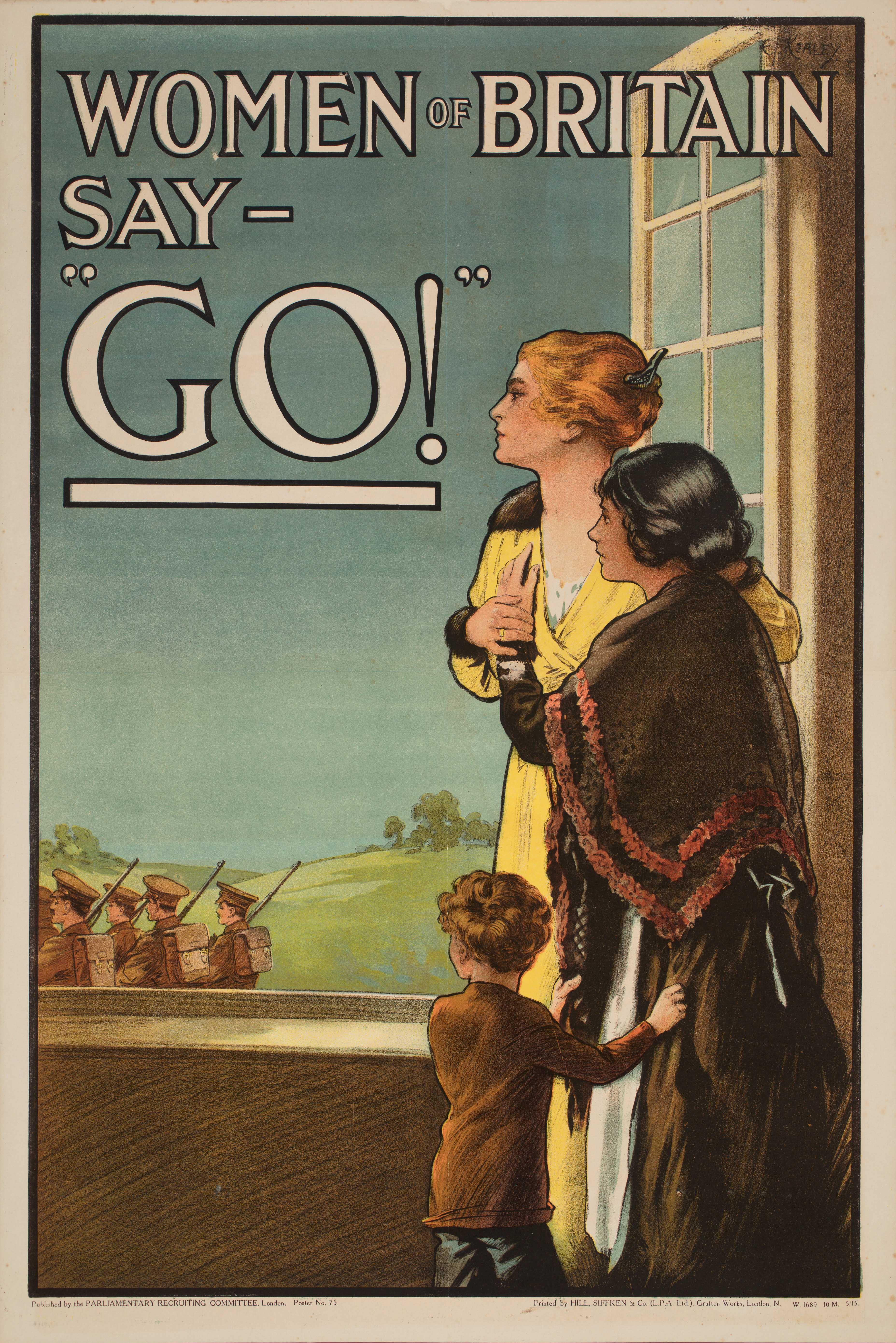
영국 의회 모병 위원회, 1차 세계 대전
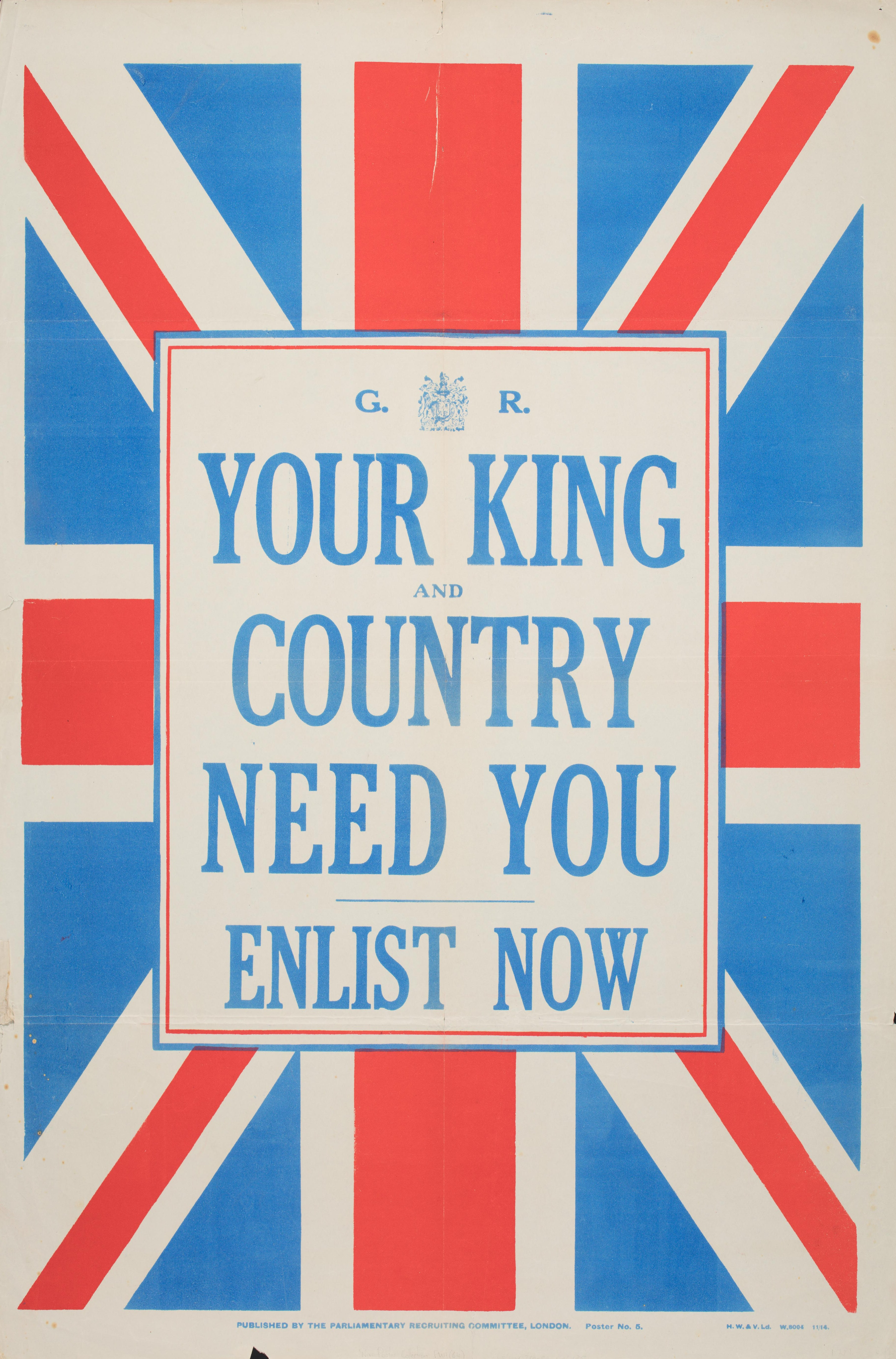
클레멘스 엠프트마이어의 포스터, 1914년
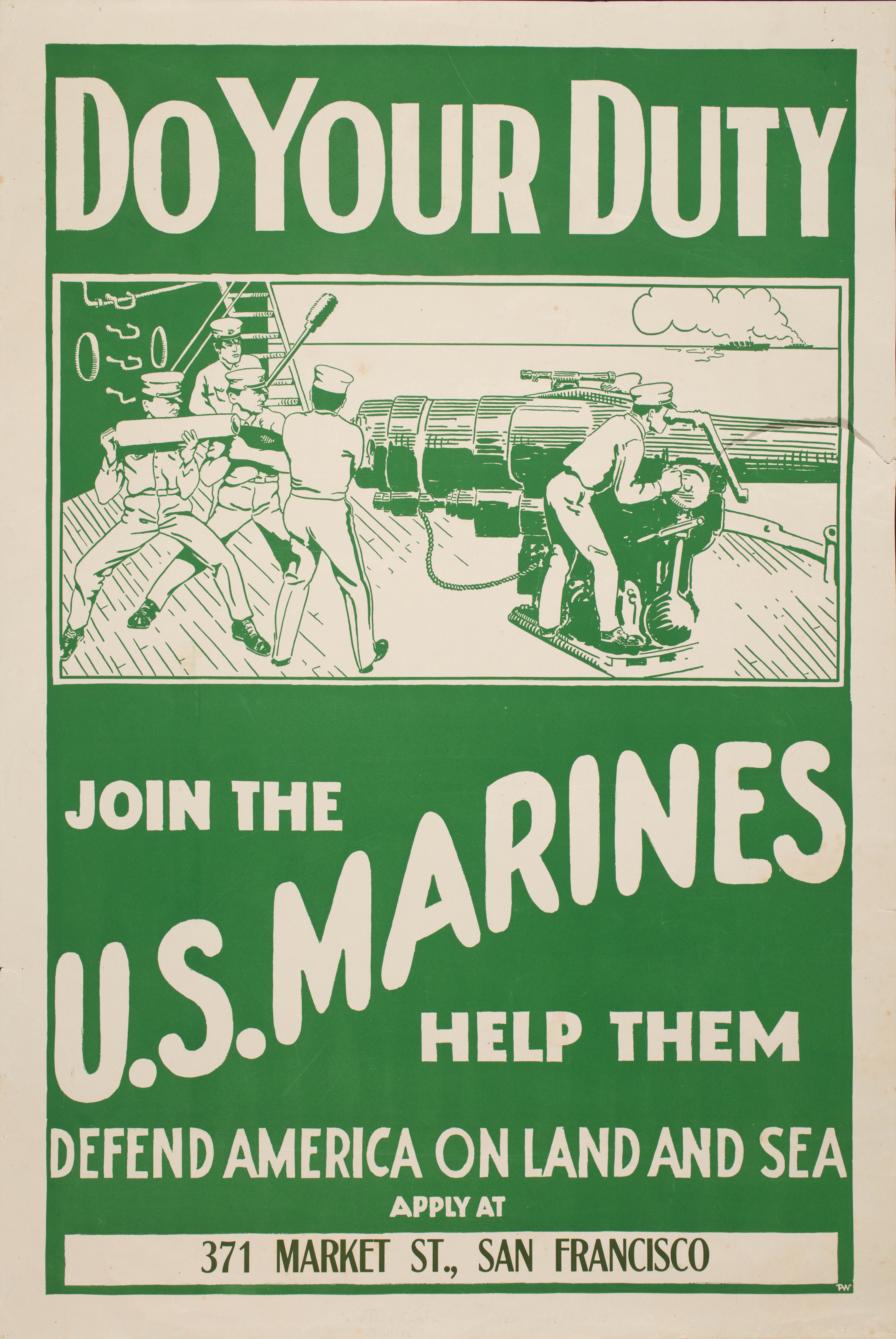
미국 해병대 선전 포스터, 1차 세계 대전
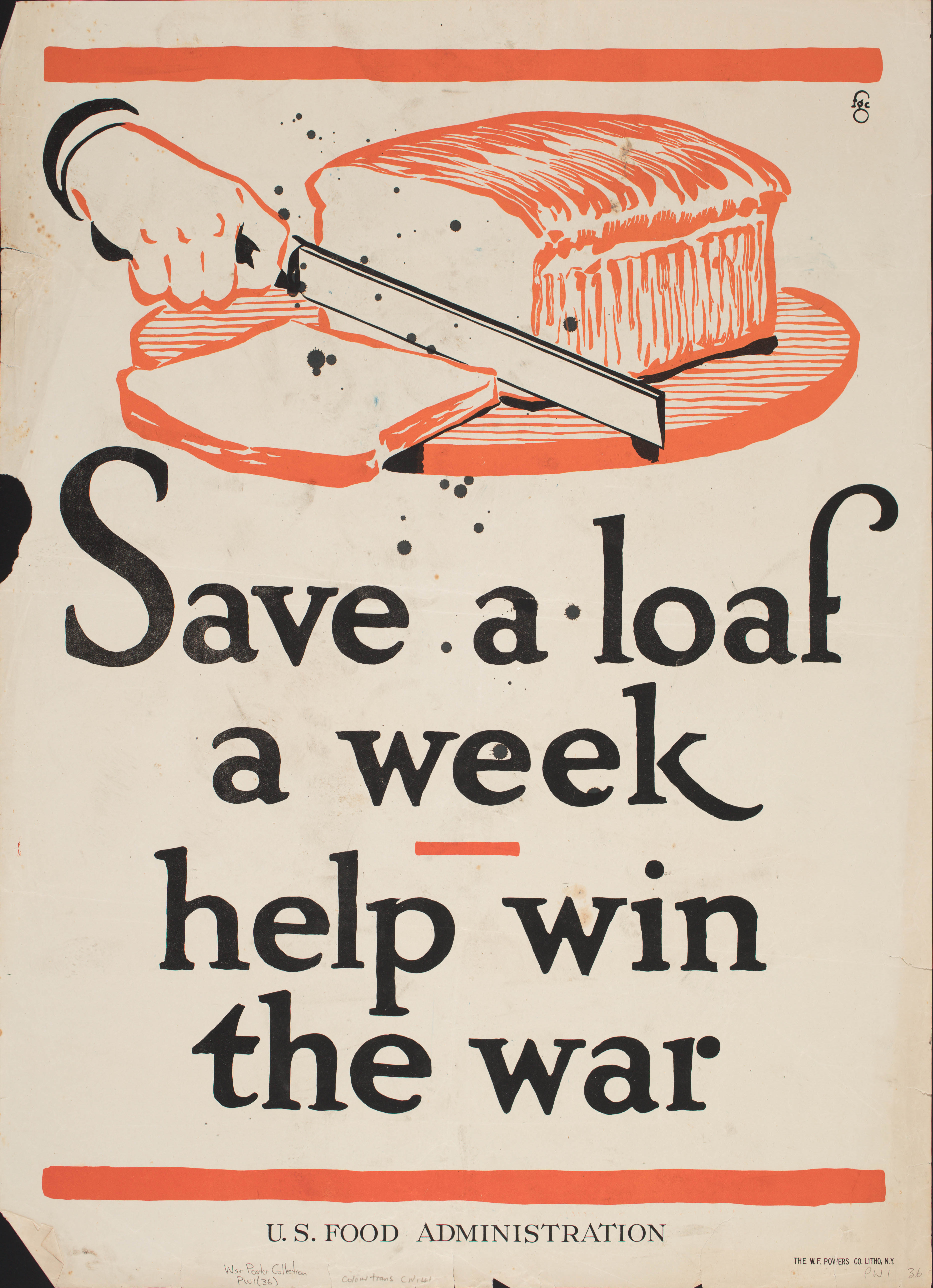
미국 식품 관리국 포스터, 1차 세계 대전
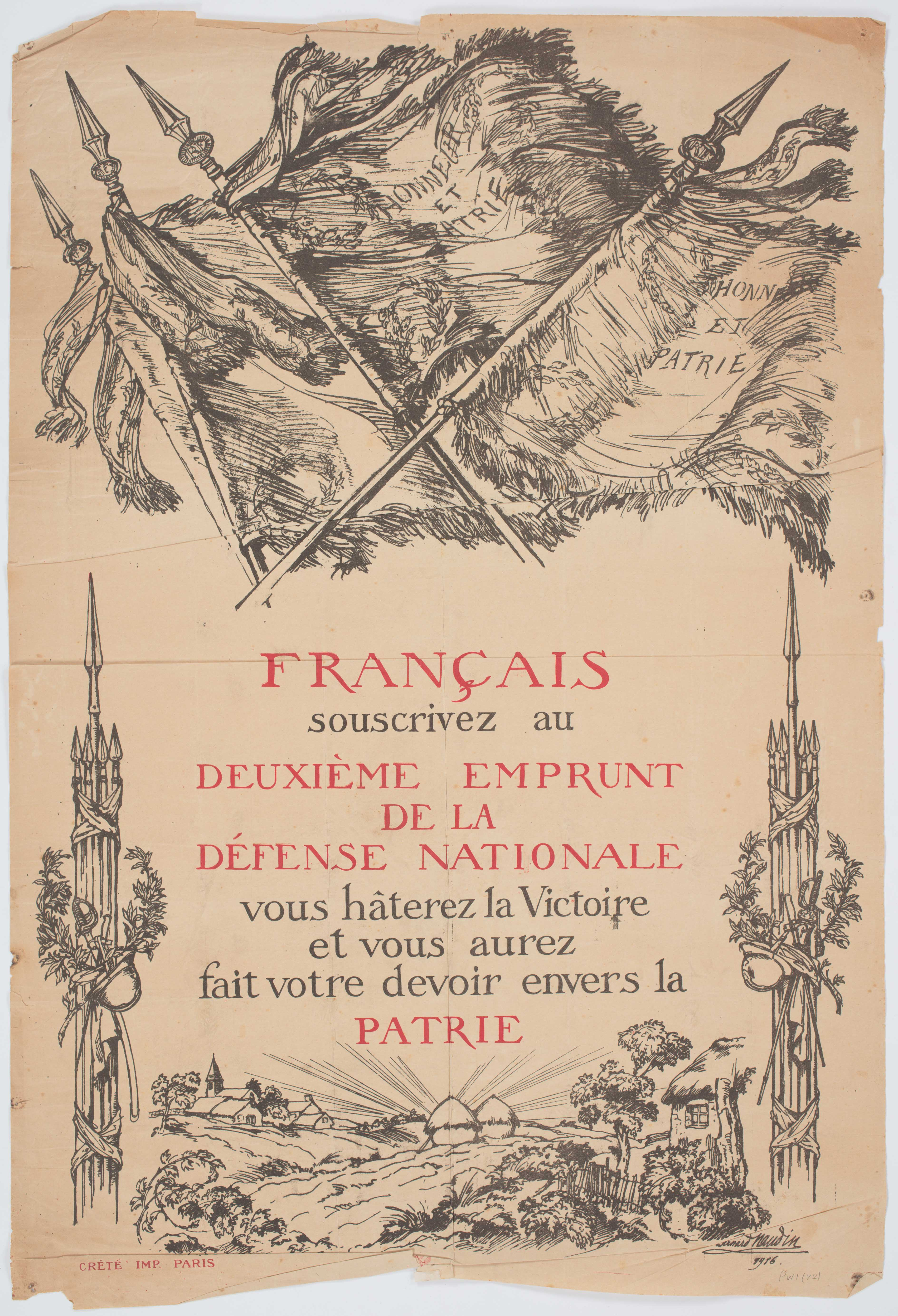
프랑스 국방부 대출 포스터, 1916년
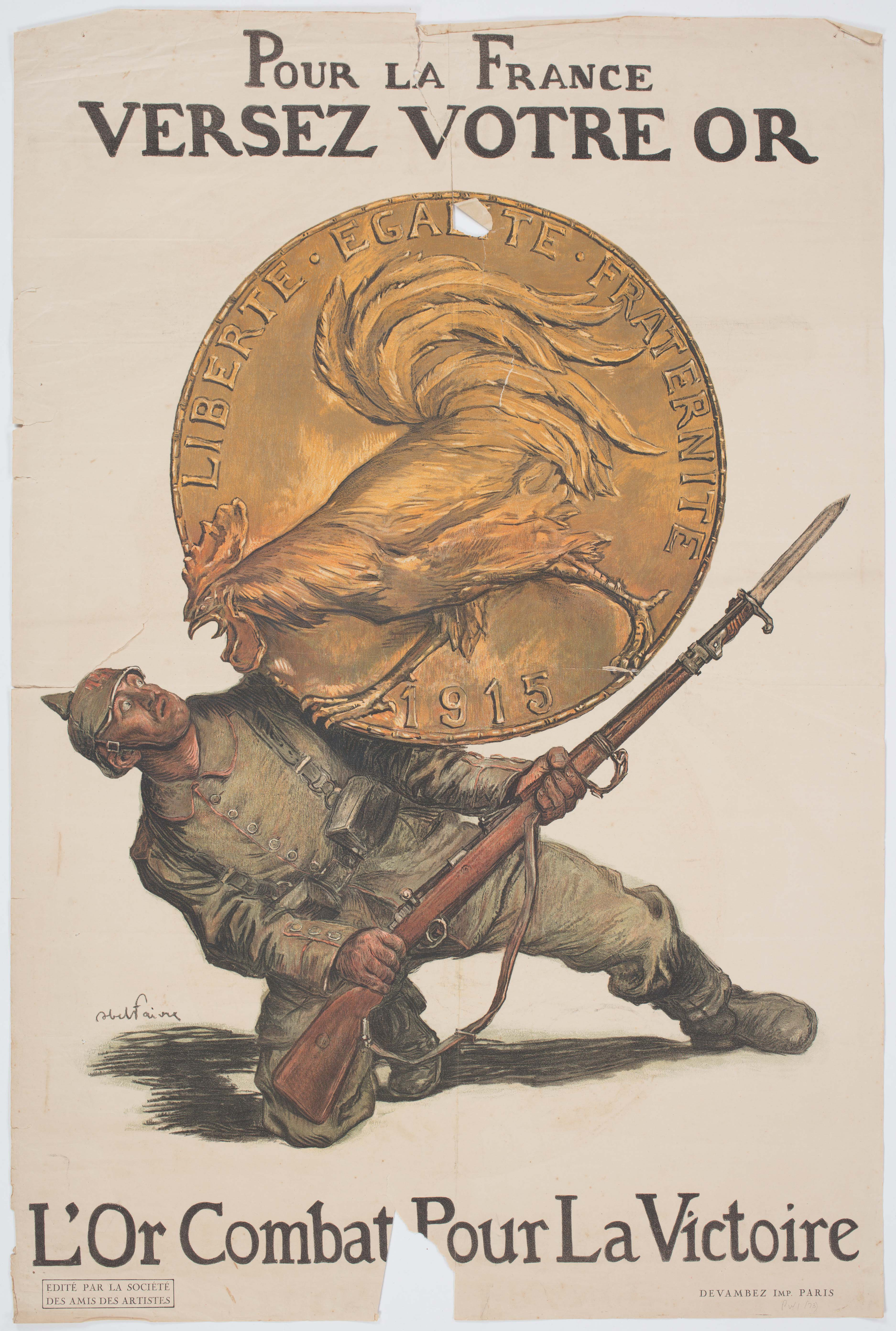
라 소시에테 데 아미 데 아르티스트, 쥘-아벨 파브르의 포스터, 1916년

전시 중 포스터는 선전 목적으로도 사용되었으며, 리벳공 로지 포스터와 같이 여성들이 제2차 세계 대전 중 공장에서 일하도록 장려하는 것과 같은 설득 및 동기 부여의 수단으로도 사용되었다. 소련 또한 수많은 선전 포스터를 제작했으며, 그 중 일부는 대조국전쟁의 상징적인 표현이 되었다.
중앙유럽과 동유럽의 1989년 혁명 동안 포스터는 야당의 매우 중요한 무기였다. 용감하게 인쇄되고 손으로 만든 정치 포스터는 베를린 장벽, 프라하의 성 벤체슬라스 동상, 그리고 부다페스트의 너지 임레의 표시되지 않은 무덤 주변에 나타났다. 그들의 역할은 민주적 변화에 필수적이었다. 영향력 있는 정치 포스터의 예로는 셰퍼드 페어리의 버락 오바마 "HOPE" 포스터가 있다.

### 영화
영화 산업은 생동감 있는 색상의 포스터가 영화를 판매하는 쉬운 방법임을 재빨리 알아냈다. 오늘날 대부분의 주요 영화를 위해 포스터가 제작되며, 영화 포스터는 가장 활발하게 수집되는 품목 중 하나이다. 포스터 최고 가격 기록은 2005년 11월 15일에 프리츠 랑 감독의 1927년 영화 메트로폴리스의 포스터가 런던의 릴 포스터 갤러리(Reel Poster Gallery)에서 69만 달러에 팔리면서 세워졌다. 초기 공포 및 SF 포스터도 엄청난 가격에 팔리는 것으로 알려져 있는데, 미이라의 한 예는 1997년 소더비스 경매에서 45만 2천 달러를 기록했고, 검은 고양이와 프랑켄슈타인의 신부 포스터는 여러 헤리티지 옥션에서 33만 4천 6백 달러에 팔렸다. 단 한 장만 존재하는 것으로 알려진 1931년 프랑켄슈타인 6시트 포스터는 세계에서 가장 가치 있는 영화 포스터로 여겨진다.

### 여행
여행 목적지를 제안하거나 단순히 예술적으로 장소를 표현하는 광고 포스터가 제작되었다. 예를 들어 비치 타운 포스터 시리즈는 1920년대와 1930년대의 광고 스타일을 집약한 미국의 해변 리조트의 아르데코 여행 포스터 모음집이다.

#### 철도
영국에서 증기기관차가 처음 등장했을 때, 다양한 철도 회사들은 간단한 인쇄물로 자신들의 노선과 서비스를 광고했다. 1850년대에는 경쟁이 심화되고 인쇄 기술이 발전하면서 그림 디자인이 광고 포스터에 통합되기 시작했다. 그래픽 예술가들의 활용은 그림 포스터의 디자인에 영향을 미치기 시작했다. 1905년 런던 앤드 노스 웨스턴 철도 (LNWR)는 노먼 윌킨슨에게 아일랜드로 가는 철도 및 증기선 연결을 광고하는 새로운 풍경 포스터 작업을 의뢰했다. 1908년 그레이트 노던 철도 (GNR)를 위해 존 해설은 "즐거운 어부"와 "스케그네스는 너무 상쾌하다"는 슬로건이 있는 유명한 이미지를 제작했다. 포르투니노 마타니아는 LMS를 위해 여러 포스터를 그렸다. 20세기 전반에 걸쳐 이 상업 예술 형태의 발전은 영국의 사회 변화와 함께 예술, 건축, 패션 스타일의 변화, 그리고 휴가 패턴의 변화를 반영했다. 테렌스 큐네오는 런던, 미들랜드 앤드 스코티시 철도, 런던 앤드 노스 이스턴 철도, 그리고 브리튼 철도를 위한 포스터 아트를 제작했다. 셰필드 예술가 케네스 스틸은 브리튼 철도를 위한 포스터를 제작했다.

### 행사

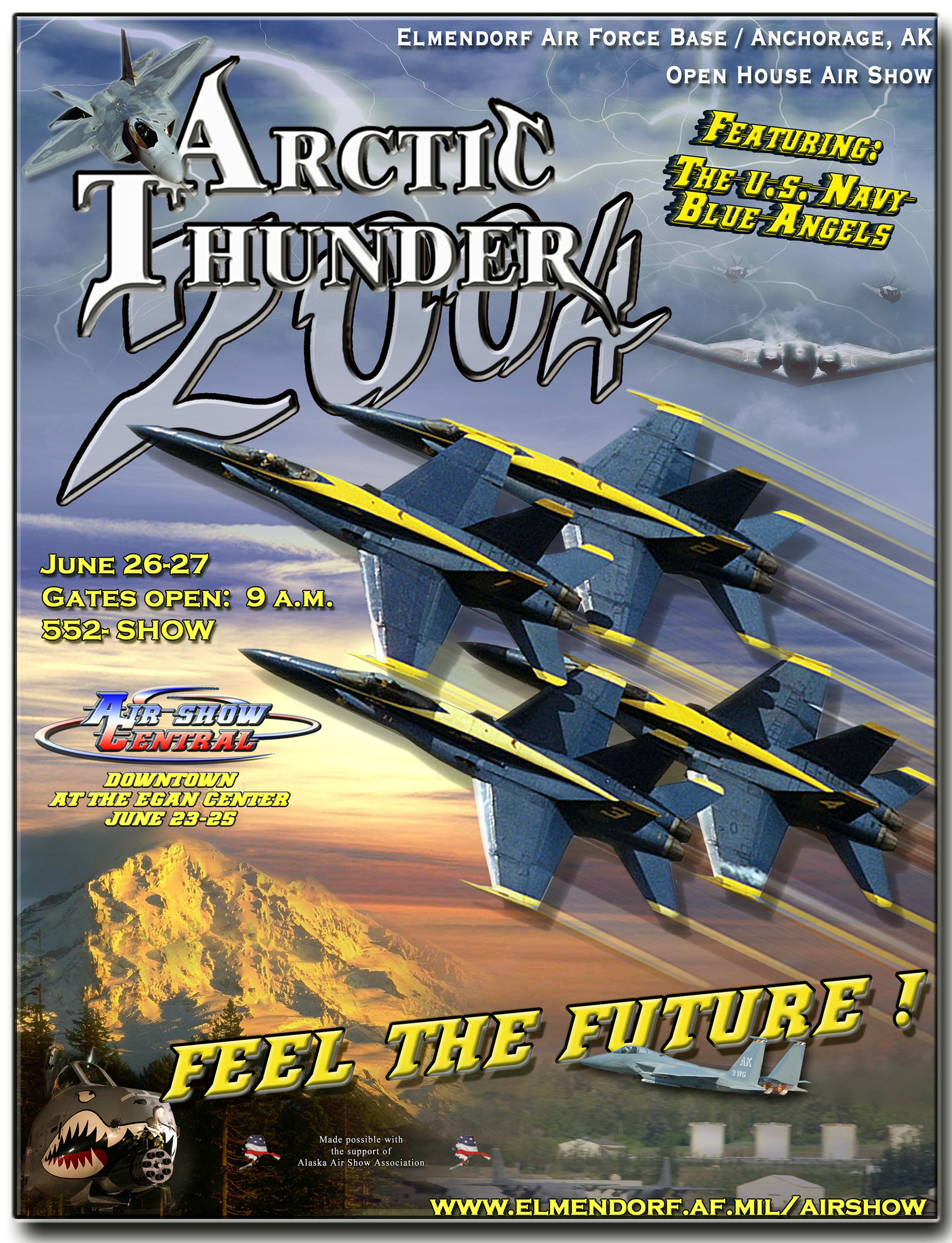
이벤트 포스터, 2005년

행사 광고 포스터는 너무 흔해져서 집회에서 연극에 이르기까지 모든 종류의 공개 행사가 포스터로 광고될 수 있다. 몇몇 종류의 행사는 포스터 광고로 유명해졌다.

#### 복싱
권투 포스터는 예정된 경기, 날짜, 티켓 가격을 광고하기 위해 경기장 안팎에서 사용되었으며, 일반적으로 각 복서의 사진으로 구성되었다. 권투 포스터는 크기와 생동감이 다양하지만, 보통 18x22인치보다 작지 않다. 초기에는 행사가 끝나면 살아남은 복싱 포스터가 거의 없었으므로 수집품이 되었다.

#### 콘서트
많은 콘서트, 특히 록 콘서트는 이벤트를 광고하기 위해 맞춤 디자인된 포스터를 가지고 있다. 이 포스터들은 종종 수집품이 되기도 한다.

### 음악 그룹 홍보물
개인의 좋아하는 아티스트나 음악 그룹을 보여주는 포스터는 십대들의 침실뿐만 아니라 단과대학 기숙사 방과 아파트에서도 인기가 많다. 많은 포스터에는 인기 있는 록 밴드와 아티스트의 사진이 있다.

#### 블랙라이트
블랙라이트 포스터는 형광을 발하거나 블랙라이트(자외선) 아래에서 빛나도록 설계되었다.

### 핀업
핀업 포스터, "핀업", 또는 "치즈케이크" 포스터는 전시를 위해 디자인된 매력적인 여성의 이미지이다. 이들은 1920년대에 처음으로 인기를 얻었다. 핀업 걸 포스터의 인기는 최근 수십 년 동안 들쑥날쑥했다. 베티 그레이블과 제인 러셀과 같은 핀업은 제2차 세계 대전 동안 군인들에게 매우 인기가 있었지만, 베트남 전쟁 동안에는 훨씬 덜했다. 예를 들어 파라 포셋의 빨간 수영복 포스터와 셰릴 티그스의 핑크색 비키니 포스터와 같은 TV 여배우의 대형 포스터는 1970년대부터 1980년대 초반까지 인기를 얻었다.

### 확언

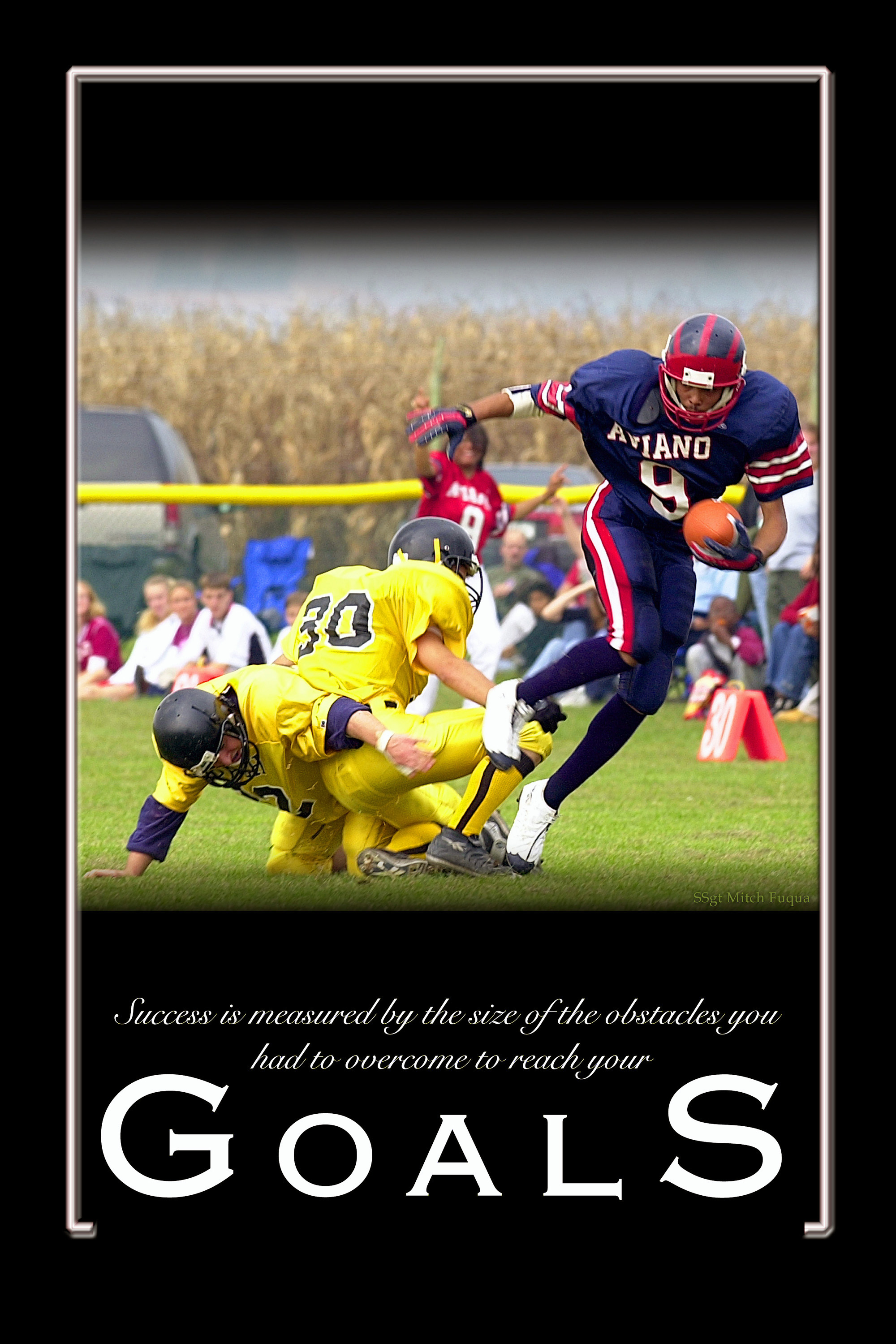
확언 포스터의 예시

이는 동기 부여 및 영감을 주는 장식용 포스터를 말한다. 인기 있는 시리즈 중 하나는 검은색 배경, 자연 풍경, 그리고 "리더십" 또는 "기회"와 같은 단어를 특징으로 한다. 또 다른 버전(보통 액자에 넣고 매트 처리됨)은 보는 사람이 지나갈 때 변하는 두 이미지 홀로그램을 사용한다.

#### 만화책
1960년대 만화책 인기의 부활은 1970년대 이후 만화책 포스터의 대량 생산으로 이어졌다. 이 포스터들은 일반적으로 다양한 액션 포즈를 취한 인기 캐릭터들을 특징으로 한다.
만화책이 틈새 시장이라는 사실은 주어진 포스터의 인쇄량이 다른 장르의 포스터보다 작다는 것을 의미한다. 따라서 오래된 포스터는 수집가들에게 상당히 인기가 많을 수 있다.
홍보 포스터는 보통 접어서 배포되는 반면, 가정 장식용으로 의도된 소매 포스터는 말아서 배포된다.

### 교육

#### 연구 및 "포스터 세션"
포스터는 학계에서 연구 작업을 홍보하고 설명하는 데 사용된다. 일반적으로 강연이나 과학 논문의 보완 자료로, 또는 출판물로 학회에서 전시된다. 논문보다는 중요도가 낮지만, 논문이 출판되기 전에 새로운 연구에 대한 좋은 소개가 될 수 있다. 이들은 회색 문헌으로 간주될 수 있다. 포스터 발표는 종종 동료 심사를 거치지 않지만, 제출될 수 있으며, 이는 가능한 한 많이 수락될 것임을 의미한다.
포스터 세션은 또한 구두 발표의 대안으로 평가의 한 형태로 사용되어 왔다.

#### 교실
포스터는 전 세계 교실의 표준적인 특징이다. 북미의 일반적인 학교는 다양한 포스터를 전시할 것이다. 여기에는 광고 제휴물(예: 현재 학습 주제와 관련된 역사 영화), 알파벳 및 문법, 숫자 및 과학 표, 안전 및 기타 지침(예: 실험실 안전 및 올바른 손 씻기), 예술 작품, 그리고 학생들이 전시를 위해 만든 포스터 등이 포함된다.

## 같이 보기
- 테니스 걸 포스터: 1970년대 후반의 상징적인 이미지
- 그래픽 디자인
- 회색 문헌
- 일러스트레이션
- 포스터 아티스트 목록
- 미디어스케이프
- 핀업 (동음이의)
- 거리 포스터 아트
- 스완 갤러리